# Zofia Tokarczyk
Zofia Tokarczyk (17 april 1963) is een Pools langebaanschaatsster.
Tokarczyk nam voor Polen deel aan de Olympische Winterspelen van 1984 en 1988.
In 1985 behaalde ze een zilveren afstandsmedaille op het EK allround. Op het WK Allround 1990 behaalde ze op de 500 meter een bronzen afstandsmedaille.

## Records

### Persoonlijke records[5]
| Afstand    | Tijd    | Datum            | Baan                |
| ---------- | ------- | ---------------- | ------------------- |
| 500 meter  | 41,12   | 10 februari 1990 | Calgary             |
| 1000 meter | 1.21,80 | 26 februari 1988 | Calgary             |
| 1500 meter | 2.08,54 | 27 februari 1988 | Calgary             |
| 3000 meter | 4.35,29 | 18 januari 1992  | Heerenveen          |
| 5000 meter | 8.51,21 | 1 maart 1986     | Tomaszów-Mazowiecki |